# Los versos del capitán
Los versos del capitán é um livro do poeta chileno Pablo Neruda (1904-1973), ganhador do Prêmio Nobel de Literatura em 1971. Foi publicado pela primeira vez anonimamente na Itália em 1952, pelo amigo do autor Paolo Ricci. Surgiu pela primeira vez sob a autoria de Neruda no Chile em 1963, com uma nota explicativa de seu autor sobre o motivo pelo qual decidiu retirar o anonimato, assinada em Isla Negra em novembro daquele ano.
Em reedição em 2003 pela Editorial Sudamericana, foi acompanhada de prefácio do poeta uruguaio Mario Benedetti. O livro traz ainda uma Carta-prólogo assinada por Rosario de la Cerda em Havana, em 3 de outubro de 1951, na qual ela se refere a esses versos de amor, escritos a ela pelo "Capitão".

## Estrutura
O livro é dividido em cinco grupos de poemas curtos, terminando com dois poemas mais longos, intitulados "Epitalamio" e "La carta en el camino". Os diferentes poemas são os seguintes:
| El amor - En ti la tierra - La reina - El alfarero - 8 de septiembre - Tus pies - Tus manos - Tu risa - El inconstante - La noche en la isla - El viento en la isla - La infinita - Bella - La rama robada - El hijo - La tierra - Ausência | El deseo - El tigre - El cóndor - El insecto Las furias - El amor - Siempre - El desvío - La pregunta - La pródiga - El daño - El pozo - El sueño - Si tú me olvidas - El olvido - Las muchachas - Tú venías | Las vidas - El monte y el río - La pobreza - Las vidas - La bandera - El amor del soldado - No sólo el fuego - La muerta - Pequeña América Oda y germinaciones - I - II - III - IV - V - VI Epitalamio La carta en el camino |